# هاري جنسن (سياسي)
هاري جنسن (بالإنجليزية: Harry Jensen)‏ هو نقابي وسياسي أسترالي، ولد في 12 يوليو 1913 في أستراليا، وتوفي في 27 أغسطس 1998 في أستراليا. حزبياً، نشط في حزب العمال الأسترالي. وقد انتخب عضو الجمعية التشريعية نيو ساوث ويلز.